# ايلين كولينز
ايلين كولينز (بالإنجليزية: Eileen Collins)‏ (و. 1956 – م) هي ضابطة، ورائدة فضاء من الولايات المتحدة الأمريكية . ولدت في إلميرا، نيويورك .

## ريادة الفضاء
شاركت في المهمات الفضائية:
- STS-114[9]
- STS-84[9]
- رحلة الفضاء STS-93[9]
- STS-63.[9]

## التعليم
تعلمت في جامعة سيراكيوز، وجامعة ستانفورد، وU.S. Air Force Test Pilot School

## الخدمة العسكرية
خدمت في القوات الجوية الأمريكية.

## جوائز
حصلت على جوائز منها:
- جائزة الشجاعة طيران
- قاعة الشهرة الوطنية للمرأة
- Harmon Trophy
- وسام جوقة الشرف
- Women in Aviation, International.